# China Open 2012
Il China Open 2012 è stato un torneo di tennis giocato sui campi di cemento all'aperto. È stata la 14ª edizione del torneo maschile, che appartiene al circuito ATP Tour 500 nell'ambito dell'ATP World Tour 2012, e la 16ª del torneo femminile facente parte della categoria Premier nell'ambito del WTA Tour 2012. Sia gli incontri maschili che quelli femminili si sono giocati all'Olympic Green Tennis Center di Pechino, Cina, dall'1 al 7 ottobre 2012.

## Partecipanti ATP

### Teste di serie
| Nazionalità | Giocatore            | Ranking* | Testa di serie |
| ----------- | -------------------- | -------- | -------------- |
| Serbia      | Novak Đoković        | 2        | 1              |
| Spagna      | David Ferrer         | 5        | 2              |
| Francia     | Jo-Wilfried Tsonga   | 7        | 3              |
| Stati Uniti | John Isner           | 10       | 4              |
| Croazia     | Marin Čilić          | 13       | 5              |
| Francia     | Richard Gasquet      | 14       | 6              |
| Ucraina     | Aleksandr Dolhopolov | 20       | 7              |
| Germania    | Tommy Haas           | 21       | 8              |

* Le teste di serie sono basate sul ranking al 24 settembre 2012.

### Altri partecipanti
I seguenti giocatori hanno ricevuto una wildcard per il tabellone principale:
- Marius Copil
- Wu Di
- Zhang Ze

I seguenti giocatori sono passati dalle qualificazioni:

- Brian Baker
- Matthew Ebden
- Michael Berrer
- Alex Bogomolov Jr.

## Partecipanti WTA

### Teste di serie
| Nazionalità | Giocatrice          | Ranking* | Testa di serie |
| ----------- | ------------------- | -------- | -------------- |
| Bielorussia | Viktoryja Azaranka  | 1        | 1              |
| Russia      | Marija Šarapova     | 2        | 2              |
| Polonia     | Agnieszka Radwańska | 3        | 3              |
| Rep. Ceca   | Petra Kvitová       | 5        | 4              |
| Germania    | Angelique Kerber    | 6        | 5              |
| Italia      | Sara Errani         | 7        | 6              |
| Cina        | Na Li               | 8        | 7              |
| Australia   | Samantha Stosur     | 9        | 8              |
| Francia     | Marion Bartoli      | 10       | 9              |
| Danimarca   | Caroline Wozniacki  | 11       | 10             |
| Serbia      | Ana Ivanović        | 12       | 11             |
| Slovacchia  | Dominika Cibulková  | 13       | 12             |
| Russia      | Marija Kirilenko    | 14       | 13             |
| Estonia     | Kaia Kanepi         | 15       | 14             |
| Italia      | Roberta Vinci       | 16       | 15             |
| Rep. Ceca   | Lucie Šafářová      | 17       | 16             |

* Le teste di serie sono basate sul ranking al 24 settembre 2012.

### Altre partecipanti
Le seguenti giocatrici hanno ricevuto una wildcard per il tabellone principale:
- Kimiko Date
- María Teresa Torró Flor
- Qiang Wang
- Zheng Saisai
- Zhang Shuai

Le seguenti giocatrici sono passate dalle qualificazioni:

- Lara Arruabarrena
- Elena Vesnina
- Bojana Jovanovski
- Laura Robson
- Polona Hercog
- Camila Giorgi
- Lourdes Domínguez Lino
- Ayumi Morita

## Campioni

### Singolare maschile
Novak Đoković ha sconfitto in finale  Jo-Wilfried Tsonga con il punteggio 7–6(4), 6–2.
- È il quarto titolo del 2012, il trentaduesimo in totale.

### Singolare femminile
Viktoryja Azaranka ha sconfitto in finale  Marija Šarapova con il punteggio 6–3, 6–1
- È il quinto titolo del 2012, il tredicesimo in totale.

### Doppio maschile
Bob Bryan /  Mike Bryan hanno sconfitto in finale  Carlos Berlocq /  Denis Istomin per 6–3, 6–2.

### Doppio femminile
Ekaterina Makarova /  Elena Vesnina hanno sconfitto in finale  Nuria Llagostera Vives /  Sania Mirza per 7–5, 7–5.